# تشين (مغني)
كيم جونغ داي (مواليد 21 سبتمبر 1992 –) المعروف باسمه المسرحي تشين هو مغني، وكاتب أغاني كوري جنوبي. ظهر لأول مرة في عام 2012 كعضو بـفرقة الفتيان الكورية الجنوبية-الصينية إكسو، والفرقة الفرعية إكسو-إم، وشارك في مشروع إس إم إنترتينمنت إكسو-تشينبيكشي، وإس إم ذا بالاد. وهو في الغالب معروف بدوره كالصوت الرئيسي لإكسو. بصرف النظر عن أنشطة مجموعته، فقد سجل تشين أيضا أغاني للعديد من المسلسلات الدرامية التلفزيونية، ولا سيما أغنية حظا سعيدا للمسلسل التلفزيوني لا بأس، هذا هو الحب (2014)، وكل مرة للمسلسل التلفزيوني أحفاد الشمس (2016).
في عام 2019 قُدم تشين لأول مرة كمغني منفرد مع الأسطوانة المطولة أبريل وزهرة، والذي أحتل المرتبة الثانية في اللائحة الكورية الجنوبية مخطط غاون للألبومات، ويتضمن الأغنية المنفردة المحلية الناجحة وداع جميل.

## ديسكوغرافيا

### الأغاني

#### كفنان رئيسي
| السنة                                                                        | عنوان                | Peak chart positions | Sales (تحميل موسيقى) | ألبوم                              |
| السنة                                                                        | عنوان                | مخطط غاون للموسيقى   | Sales (تحميل موسيقى) | ألبوم                              |
| ---------------------------------------------------------------------------- | -------------------- | -------------------- | -------------------- | ---------------------------------- |
| 2014                                                                         | "Up Rising"          | —                    | —                    | Exology Chapter 1: The Lost Planet |
| 2015                                                                         | "Though I Loved You" | 33                   | - KOR: 46,030+       | 2015 Gayo Daejeon Limited Edition  |
| "—" denotes releases that did not chart or were not released in that region. |                      |                      |                      |                                    |

#### بالتعاون
| 2012 | "Dear My Family" (as part of إس إم تاون)       | —  | —  | —   | —               | أنا. OST                          |
| 2014 | "Breath" (Chinese Version) (with Zhang Liyin)  | 68 | 5  | —   | - KOR: 19,290+  | SM the Ballad Vol. 2 – Breath     |
| 2014 | "A Day Without You" (with كم جونغ هيون)        | 8  | 12 | 21  | - KOR: 138,388+ | SM the Ballad Vol. 2 – Breath     |
| 2014 | "When I Was… When U Were…" (with كريستال جونغ) | 31 | —  | 44  | - KOR: 83,820+  | SM the Ballad Vol. 2 – Breath     |
| 2016 | "إس إم ستيشن" (with Vibe and Heize)            | 13 | —  | N/A | - KOR: 302,699+ | Non-album single                  |
| 2016 | "If We Love Again" (with باك تشان يول)         | 38 | —  | N/A | - KOR: 47,208+  | Two Yoo Project Sugar Man Part 32 |
| "—" denotes releases that did not chart or were not released in that region. China's chart positions are derived from بايدو Weekly Singles Charts. * بيلبورد (مجلة) Korea K-Pop Hot 100 was discontinued in July 2014. |                                                |    |    |     |                 |                                   |

#### مسابقات الصوت
| السنة                                                                        | عنوان                    | Peak chart positions | Peak chart positions | Sales (تحميل موسيقى)   | ألبوم                   |
| السنة                                                                        | عنوان                    | مخطط غاون للموسيقى   | بايدو                | Sales (تحميل موسيقى)   | ألبوم                   |
| ---------------------------------------------------------------------------- | ------------------------ | -------------------- | -------------------- | ---------------------- | ----------------------- |
| 2014                                                                         | "The Best Luck"          | 9                    | 8                    | - KOR: 638,264+        | لا بأس، هذا هو الحب OST |
| 2016                                                                         | "Everytime" (with Punch) | 1                    | —                    | - KOR (DL): 1,004,859+ | أحفاد الشمس OST         |
| "—" denotes releases that did not chart or were not released in that region. |                          |                      |                      |                        |                         |

### تأليف الأغاني
| السنة | ألبوم   | أغنية                       | Label            | Lyrics   | Lyrics       | Music    | Music |
| السنة | ألبوم   | أغنية                       | Label            | Credited | With         | Credited | With  |
| ----- | ------- | --------------------------- | ---------------- | -------- | ------------ | -------- | ----- |
| 2015  | إكسوداس | "Promise" (Korean version)  | إس إم إنترتينمنت | نعم      | باك تشان يول | لا       | —     |
| 2015  | إكسوداس | "Promise" (Chinese version) | إس إم إنترتينمنت | نعم      | لاي          | لا       | —     |

## فيلموغرافيا

### دراما
| السنة | عنوان          | الشبكة | الدور | ملاحظات                                 |
| ----- | -------------- | ------ | ----- | --------------------------------------- |
| 2015  | إكسو نيكست دور | نافير  | Chen  | Recurring; fictional version of himself |

### عروض تلفزيونية
| السنة | عنوان                         | الشبكة              | الدور      | ملاحظات                                     |
| ----- | ----------------------------- | ------------------- | ---------- | ------------------------------------------- |
| 2013  | التحدي 1000 ‏                  | نظام بث سول         | Guest      |                                             |
| 2013  | الأغاني الخالدة:غناء الأسطورة | نظام البث الكوري    | Guest      | Episodes 114, 116, 118 and 119              |
| 2013  | Star Face-Off                 | نظام بث سول         | Guest      |                                             |
| 2013  | Super Hit                     | إمنت                | Guest      |                                             |
| 2015  | Ding Ge Long Dong Qiang       | CCTV                | Guest      | Episode 6                                   |
| 2015  | Hello Counselor               | نظام البث الكوري    | Guest      | Episode 220                                 |
| 2015  | شوو! أوماك جونشيم             | مؤسسة منهوا للإذاعة | Guest host |                                             |
| 2015  | Guerilla Date                 | نظام البث الكوري    | Guest      |                                             |
| 2015  | كينغ أوف ماسك سينغر           | مؤسسة منهوا للإذاعة | Contestant | Episodes 21 and 22; as Legendary Guitar Man |
| 2016  | Radio Star                    | مؤسسة منهوا للإذاعة | Guest      | Episode 467                                 |
| 2016  | Fantastic Duo                 | نظام بث سول         | Guest      | Episodes 3 and 4                            |
| 2016  | Travel without Manager        | Cookat TV           | Main cast  | Episodes 1-8                                |
| 2016  | The Visible SM                | V App               | Guest      | Episodes 1-4                                |
| 2016  | Two Yoo Project Sugar Man     | جي تي بي سي         | Guest      | Episode 32                                  |

### مسابقات موسيقى الفيديو
| السنة | عنوان                                  | إخراج |
| ----- | -------------------------------------- | ----- |
| 2012  | "أنا" (with إس إم تاون)                | —     |
| 2014  | "The Best Luck"                        | —     |
| 2014  | "No.1" (remake)                        | —     |
| 2016  | "Everytime" (with Punch)               | —     |
| 2016  | "Lil' Something" (with Vibe and Heize) | —     |

## المسرح
| السنة | عنوان          | الدور | ملاحظات   |
| ----- | -------------- | ----- | --------- |
| 2015  | In the Heights | Benny | Main role |

## الجوائز والترشيحات
| السنة | الجائزة                                      | الفئة                     | العمل المرشح    | النتيجة |
| ----- | -------------------------------------------- | ------------------------- | --------------- | ------- |
| 2014  | 16th Seoul International Youth Film Festival | Best OST by a Male Artist | "The Best Luck" | فوز     |
| 2014  | 5th So-loved awards                          | Best OST Song             | "The Best Luck" | فوز     |

## وصلات خارجية
- كيم جونغ دي على موقع IMDb (الإنجليزية)
- كيم جونغ دي على موقع ميوزك برينز (الإنجليزية)
- كيم جونغ دي على موقع ديسكوغز (الإنجليزية)